# Атлас (BioShock)
Атлас — персонаж из серии видеоигр BioShock, созданной Кеном Левином, студией 2K Boston и опубликованной 2K Games. Впервые появляется в первой игре серии, где позиционирует себя союзником прибывшего в подводный город Восторг главного героя Джека. В дальнейшем Атлас сообщает, что он является криминальным авторитетом Фрэнком Фонтейном, который манипулировал Джеком для борьбы с основателем Восторга Эндрю Райаном. Также выясняется, что он отвечает за организацию психической обработки Джека в младенчестве, а затем организовал его последующее прибытие. Атлас — главный персонаж второго эпизода приквела BioShock Infinite: Burial at Sea, действие которого разворачивается до событий оригинального BioShock.
Имя персонажа является прямой ссылкой на роман Айн Рэнд 1957 года Атлас расправил плечи, а также на его тезку — мифологического титана Атласа. Атлас служит направляющим голосом, который дает игрокам мотивирующий фактор для развития повествования в игре, а также подрывную идею того, как видеоигры обращаются к своей аудитории и определяют свободу действий игрока, используя безобидную фразу в своих сообщениях Джеку в качестве формы управления разумом. Карл Ганновер при озвучании персонажа ориентировался на сыгранного ирландским актёром Габриэлем Бирном Тома Рейгана из фильма «Перекрёсток Миллера» и говорил на своем дублинский акценте, при озвучании Фонтейна он переходил на региональный американский акцент.
Двойная идентичность персонажа как Атласа и Фонтейна была предметом серьёзного обсуждения и критического анализа в контексте сеттинга и тем BioShockШаблон: . Некоторые критики охарактеризовали его роль как важный элемент исследования в сериале роли игрока. Роль персонажа как финального босса BioShock воспринимается менее хорошо, при этом большая часть критики сосредоточена на его визуальном дизайне, а также на структуре соответствующей игровой механики.

## Разработка

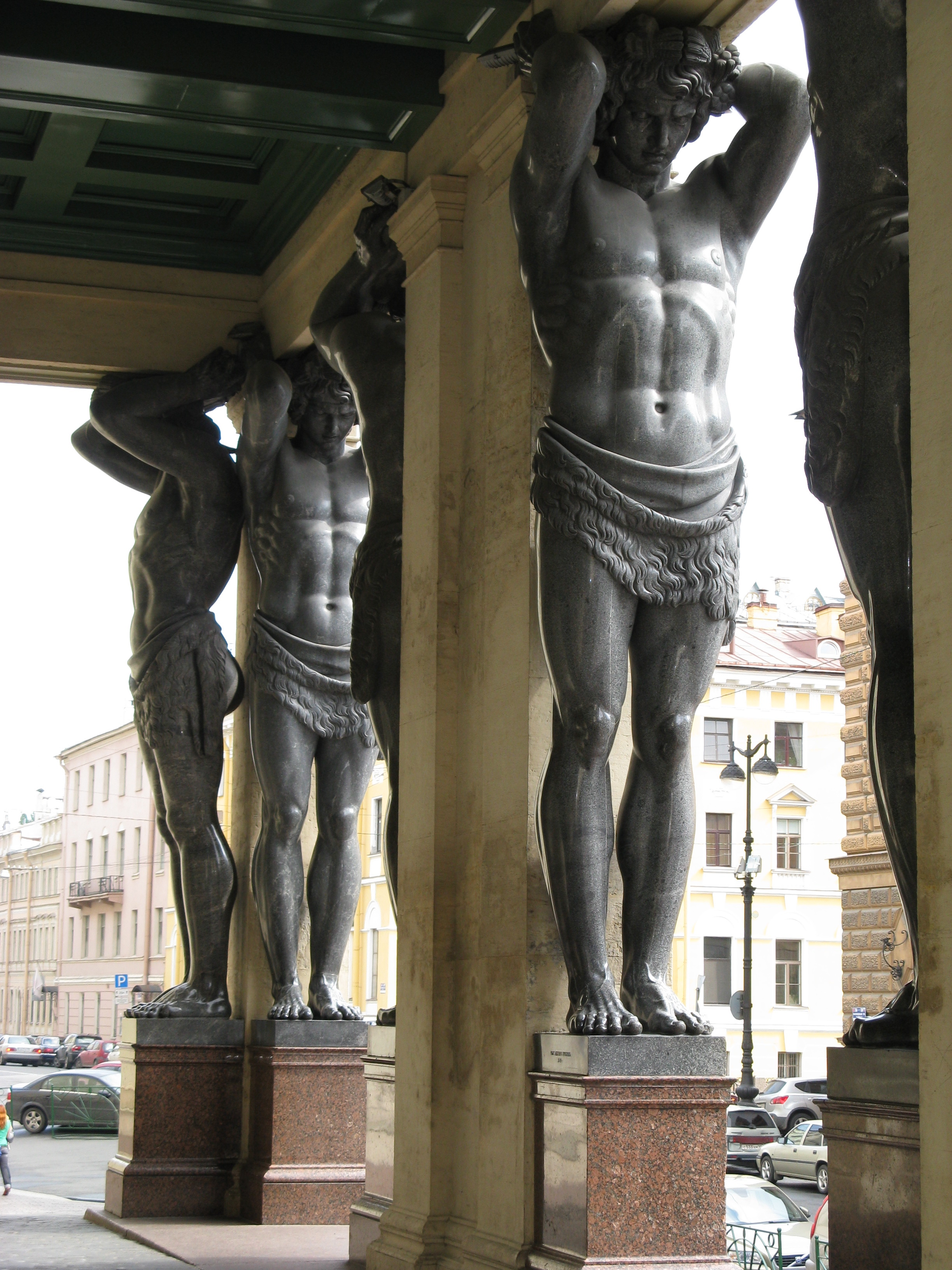
Атланты портика здания Нового Эрмитажа в Санкт-Петербурге. 1849. А. И. Теребенёв по проекту Л. фон Кленце

В начале разработки BioShock игровой директор Кен Левин стремился реализовать новый метод, чтобы проинструктировать игрока о целях по мере прохождения повествования игры, а также наложить ограничения на доступ к выходящим за рамки традиционного игрового дизайна уровням, заключающегося в обнаружении запертых дверей и поиске ключей для их открытия. Вдохновленный вымышленными методами контроля над разумом, изображенными в фильмах вроде «Маньчжурский кандидат» и «подсознательными сообщениями» 1950-х годов, Левин пришёл к идее, что неигровой персонаж организовал форму встроенной в персонажа игрока обработки разума, чья биология превращает его в запрограммированного убийцу. Команда разработчиков согласилась с тем, что действиями персонажа игрока можно управлять с помощью произнесенной триггерной фразы, но изо всех сил пытались придумать такую, чтобы не было намёка на манипулирование главным героем. Фраза «Будь любезен» (англ. Would you kindly) была включена в первый сценарий игры после того, как Левин столкнулся с рекламными материалами, в которых читателю задавались гипотетические вопросы, такие как «Вы бы убили людей, даже невинных, чтобы выжить?».
Левин описал Фрэнка Фонтейна как хищного нигилиста, которому не хватает существенного гуманистического качества. Он развил роль персонажа как злодея, позиционируя его как идеологическую противоположность своему заклятому врагу Эндрю Райану. Для Левина оба персонажа — экстремисты, которые «почти одинаково опасны», хотя «Фонтейн — единственный настоящий монстр в игре, потому что у него вообще нет идеалов, а всё, что есть у Райана — идеал». С другой стороны, он думал, что Фонтейн более верен себе по сравнению с Райаном, ибо тот жертвует своими идеалами, когда не смого после неудачни в бизнес-конкуренции с помощью своей политической власти насильственно захватывает предприятия Фонтейна. Фильм 2005 года «Сириана» вдохновил некоторые аспекты предыстории Атласа/Фонтейна, в частности, его Modus operandi по поиску обездоленных людей с помощью благотворительных инициатив («Дом Фонтейна для бедных» и «Приют маленьких сестер») для их дальнейшего циничного использования, что является анафемой для объективистского мировоззрения Райана. Аспекты его характеристики также были вдохновлены фильмом 1995 года «Подозрительные лица», в частности его главным антагонистом Кайзером Созе и сценой с доской объявлений.
Псевдоним Фонтейна является явной отсылкой к роману Айн Рэнд «Атлант расправил плечи» 1957 года, а также к титану Атласу. Команда разработчиков выбрала Атласа/Фонтейна в качестве финального босса, принимаемый персонажем в бою внешний вид визуально намекает на классические скульптурные изображения Атласа. В финальной схватке он вводит себе чрезмерное количество наделяющего сверхчеловеческими способностями и сильно меняющего внешний вид генетического материала АДАМа и представлен как обнаженный мужчина с металлической кожей; в данном случае — гротескным видением богоподобной фигуры. Спустя годы после выхода игры Левин открыто выражал свое сожаление по поводу дизайна и реализации битвы. Согласно интервью Glixel 2016 года команда пошла на финальную битву с Атласом, поскольку у них не было лучшего представления о правильном представлении завершения игры.

### Изображение
Первоначально Левин думал о Моргане Фримане как о потенциальном актёре озвучивания Фрэнка Фонтейна и его альтер-эго Атласа, но актёра не стали брать из-за проблем с бюджетом. Первоначально озвучивавший персонажа актёр говорил как Фримен с южным американским акцентом; эта версия была представлена во внутреннем критическом игровом тесте BioShock, который состоялся в январе 2007 года. В первой игре персонажа озвучивают два разных актёра озвучивания: Карл Ганновер — Атласа вплоть до сюжетного поворота с раскрытием его истинной персоны, а Грег Болдуин — когда выясняется, что тот и является Фрэнком Фонтейном. Решение озвучить персонажа двумя людьми одновременно было сделано для того, чтобы игроки не догадались раньше времени, что Атлас и Фонтейн — один и тот же человек. В последующих играх Грег Болдуин не участвовал, в результате чего Карл Ганновер озвучивал обе ипастаси. Карл Ганновер не был указан в титрах первой игры, поскольку на момент приема на работу он не был членом Гильдии киноактеров.
Когда Ганновер первоначально пробовался на роль, ему дали краткий письменный абзац Атласа, в котором рассказывается о концепциях в игровой вселенной, и попросили изобразить австралийца-алкоголика, поскольку персонаж изначально был написан таким образом. Хотя Ганновер родился в Дублине, и его знакомство с разговорным австралийским английским было ограничено детскими воспоминаниями о многолетнем телешоу «Соседи», он был выбран на роль в обход проходивших прослушивание нескольких австралийских актёров, поскольку его выступление было признано живущими в Австралии членами команды разработчиков наиболее аутентичным. Левин был удивлен тем, что Ганновер попал в шорт-лист, но решил выбрать его и в качестве голоса Фонтейна после того, как попросил записать несколько строк диалога, основанных на его собственном представлении о том, как должен звучать Дэнни Де Вито. Левин решил приспособиться к культурному происхождению Ганновера и переписал характер Атласа, чтобы он стал ирландцем, после того, как он был впечатлен произнесённой актёром репликой своим обычным голосом. Некоторые строки диалога также были изменены, чтобы включить более явные упоминания о предполагаемом происхождении Атласа. Чтобы развить голос персонажа, Ганновер вдохновлялся актёрской работой Гэбриэля Бирна в «Перекрестке Миллера» 1990 г., где Бирн также произносил реплики с дублинским акцентом, но старался никоим образом не копировать проделанную работу. Что касается Фонтейна, Ганноверу было приказано выступать с чикагским акцентом и использовать сыгранный Дж. Э. Фрименом образ Эдди Дэйна из «Перекрестка Миллера» в качестве архетипа, чтобы передать его устрашающий тон.
Копия сценария, которую Ганновер получил от своего агента, состояла примерно из 40 страниц: помимо набора, казалось бы, случайных реплик, произнесенных Атласом и Фонтейном, она не включала диалоги каких-либо других персонажей или какую-либо информацию об игровом мире BioShock. Чтобы записать свои реплики, Ганновер вставал перед пюпитром и сценарием с большим окном в звукозаписывающей будке, которая была примерно вдвое больше обычной телефонной будки, а за его работой над записью наблюдали Левин и группа техников. Поскольку Ганновер не знал о каком-либо контексте диалога из чтения сценария, его приходилось информировать до сеанса записи. Во время каждого сеанса Левин лично руководил процессом через записывающую гарнитуру, которую он носил: Левин рассказывал актёру, что происходит во время данной сцены, а Ганновер произносил реплику в ответ. Запись длилась от четырёх до пяти восьмичасовых дней, а также нескольких коротких дополнительных сессий, которые актёр должен был посетить из-за технических проблем, вызванных микшерными пультами студии.
Ганновер не знал во время разработки BioShock, что самая известная фраза его персонажа «Будь любезен» была задумана как сюжетный ход или что она неоднократно использовалась как инструмент манипулирования главным героем, потому что Левин никогда не говорил ему о её значении во вселенной. Ганновер отметил в интервью, что при имевшейся-бы возможности он сформулировал-бы эту фразу по-другому, но оценил, что указание Левина произнести эту фразу неизменно небрежным способом было «умным» творческим решением. Ганновер получил в целом положительный опыт работы с Левином и остальной командой разработчиков BioShock и был взволнован перспективой работы над дальнейшими проектами в игровой вселенной. Ганновер описал свое возвращение к роли Атласа/Фонтейна в «Burial at Sea» и расширение предыстории персонажа как «замечательное» и что он лучше понял, как должны выглядеть игровой мир и персонажи.

## Появление

### Bioshock
В BioShock Атлас впервые вступает в контакт с единственным выжившим в авиакатастрофе главным героем Джеком, после его прибытия в Восторг на батисфере из ближайшего маяка. Атлас ведет его в безопасное место и утверждает, что он мотивирован помочь Джеку, чтобы он мог связаться с его женой Мойрой и сыном Патриком, которые от его имени скрывались на подводной лодке в районе Даров Нептуна. Он говорит Джеку, что единственный способ выжить — использовать даруемые плазмидами способности, ради чего призывает убивать Маленьких сестричек для извлечения из них АДАМа. Часто используя фразу «Не могли бы вы…» в своих сообщениях Джеку, Атлас также регулярно дает боевые советы против сил Эндрю Райана, которые состоят из автоматизированных систем безопасности Восторга и мутантов, контролируемых феромонами, жителей Восторга, которые физически мутировали и умственно сошёл с ума в результате чрезмерного использования АДАМ.
Пробираясь по городу, Джек узнает об истории и судьбе Восторга из восстановленных аудиозаписей, генетически воссозданных воспоминаний о прошедших событиях и радиосообщений Атласа. В результате строгого запрета Райана на контакты с внешним миром с целью сохранения тайны существования Восторга возник чёрный рынок контрабанды, на котором заправляет бандит Фрэнк Фонтейн. Богатство Фонтейна в сочетании с его доступом к научным открытиям ученых из Восторга доктора Бриджит Тененбаум и доктора И Сушонга вскоре принесли ему достаточно власти и сторонников, чтобы бросить вызов Райану за контроль над городом. После убийства Фонтейна в конце 1958 г. в Восторге появляется Атлас, который стал новым лидером оппозиции правящему режиму. В канун Нового года того же года Атлас и его усиленные АДАМом последователи устроили бунт. Это вызвало гражданскую войну между Райаном и Атласом, позиционируемую последним как конфликт между высшим и низшим классами, который в конечном итоге распространился на весь Восторг, нанеся ущерб городу.
Когда Джек прибывает на подводную лодку с семьёй Атласа, Райан взрывает её, что побуждает разъяренного Атласа потребовать его убийства в качестве возмездия. В конце концов Джек достигает Райана, который рассказывает ему, что Джек родился в Восторге всего за два года до этого и был генетически модифицирован Сушонгом, чтобы быстрее повзрослел. Райан сообщает Джеку, что он был создан для подчинения приказам, когда к нему обращаются с триггерной фразой, а затем отправляется на поверхность после начала гражданской войны в Восторге. Райан, решивший умереть на своих условиях, вынуждает Джека убить его, используя триггерную фразу „Будь любезен“.
Теперь контролирующий Восторг Атлас раскрывает свою истинную личность, которой оказывается инсценировавший свою смерть Фонтейн. Теперь он не нуждается в Джеке и оставляет его на милость повторно активированным системам безопасности. Тененбаум и её Маленькие Сестрички вмешиваются и помогают Джеку сбежать через вентиляционный канал. Тененбаум деактивирует некоторые психические установки Джека и помогает ему сломать остальные, в том числе активированное Фонтейном, которое в конечном итоге остановило бы его сердце. Во время последующей погони Джека за Фонтейном Тенанбаум поручает Джеку собрать боди Большого Папочки и следовать за спасенными Маленькими Сестричками через проходы, которые могут открыть только они. К тому времени, когда Джек достигает Фонтейна, он вводит себе огромное количество АДАМ, сильно мутируя свое тело. Джеку удается победить Фонтейна, в то время как Маленькие Сестрички роятся и закалывают его до смерти своими иглами АДАМ» в своих сообщениях Джеку, Атлас также регулярно дает боевые советы против сил Эндрю Райана, которые состоят из автоматизированных систем безопасности Восторга и мутантов, контролируемых феромонами, жителей Восторга, которые физически мутировали и умственно сошёл с ума в результате чрезмерного использования АДАМ.
Пробираясь по городу, Джек узнает об истории и судьбе Восторга из восстановленных аудиозаписей, генетически созданных призрачных воспроизведений прошлых событий и радиосообщений Атласа. В результате строгого запрета Райана на контакты с внешним миром с целью сохранения тайны существования Восторга возник чёрный рынок контрабанды, на котором заправляет мафиози по имени Фрэнк Фонтейн. Богатство Фонтейна в сочетании с его доступом к научным открытиям ученых из Восторга, доктора Бриджит Тененбаум и доктора И Сушонга, вскоре принесло ему достаточно власти и последователей, чтобы бросить вызов Райану за контроль над городом. После смерти Фонтейна в конце 1958 г. силами Райана появился Атлас и занял его место в качестве лидера оппозиции. В канун Нового года того же года Атлас и его аугментированные АДАМом последователи устроили бунт. Это вызвало гражданскую войну между Райаном и Атласом, якобы представляющую собой классовый конфликт между высшим и низшим классами соответственно, который в конечном итоге распространился на весь Восторг, нанеся ущерб городу.
Когда Джек прибывает на подводную лодку, на которой предположительно находится семья Атласа, Райан взорвал её, что побуждает разъяренного Атласа потребовать смерти Райана в качестве возмездия. В конце концов Джек достигает Райана, который сообщает, что Джек на самом деле родился в Восторге всего за два года до этого и был генетически модифицирован Сушонгом, чтобы он быстро повзрослел. Райан сообщает Джеку, что он был разработан, чтобы подчиняться приказам, когда к нему обращаются с триггерной фразой, а затем отправляется на поверхность после начала гражданской войны в Восторге. Райан, решивший умереть на своих условиях, вынуждает Джека убить его, используя триггерную фразу «Не могли бы вы…».
Атлас, теперь контролирующий Восторг, раскрывает свою истинную личность как Фонтейна, который инсценировал свою смерть и замаскировался. После смерти Райана Фонтейн больше не нуждается в Джеке и оставляет его на милость повторно активированных систем безопасности. Тененбаум и её Маленькие Сестрички вмешиваются и помогают Джеку сбежать через вентиляционный канал. Тененбаум деактивирует некоторые психические состояния Джека и помогает ему сломать остальные, в том числе одно, активированное Фонтейном, которое в конечном итоге остановило бы его сердце. Во время последующей погони Джека за Фонтейном Тенанбаум поручает Джеку собрать костюм Большого Папочки и следовать за спасенными Маленькими Сестричками через проходы, которые могут открыть только они. К тому времени, когда Джек достигает Фонтейна, тот вводит себе огромное количество АДАМ, вызвавшее мутацию его тела. Джеку удается победить Фонтейна, в то время как Маленькие Сестрички нападают на ослабленного злодея и закалывают его до смерти своими иглами для сбора АДАМа.

### BioShock 2
В продолжении BioShock 2 2010 года персонаж игрока может столкнуться с несколькими звуковыми дневниковыми записями Атласа/Фонтейна в качестве предметов коллекционирования. В одной записи Фонтейн размышляет о статусе Софии Лэмб в Восторге и её ссоре с Эндрю Райаном. В другой — размышляет о своем решении принять облик Атласа.

### BioShock Infinite: Burial at Sea
Действие BioShock Infinite: Burial at Sea происходит до событий первого BioShock. Группировка Фонтейна сосредоточены в насильственно затопленном Райаном здании универмага Фонтейна. Уже приняв облик Атласа после событий второго эпизода, он обнаруживает Элизабет без сознания и маленькую сестричку Салли после событий первого эпизода. Атлас был готов отдать приказ об их убийстве, но Элизабет заявляет, что является помощницей доктора Сушонга и знает, где его найти. Атлас позволяет Элизабет уйти, но берет Салли в заложники. Элизабет обнаруживает секретную лабораторию Сушонга, где можно открыть портал в Колумбию, и делает предложение Атласу: в обмен на безопасное возвращение Салли она поднимет здание с морского дна с помощью той-же технологии которая удерживает Колумбию на плаву на небесах.
Хотя Элизабет возвращает универмаг в Восторг, Атлас нарушает их соглашение. Он приказывает своим последователям вывести её из строя и начинает войну против Райана. Отчаявшись найти Сушонга и его «туз в рукаве» для использования против Райана, Атлас допрашивает и мучает Элизабет о точном местонахождении Сушонга, но каждый раз ему не удается получить от неё какую-либо полезную информацию, пока он напрямую не угрожает Салли. У Элизабет на мгновение возникает видение в ответ на стрессовую ситуацию, и она понимает, что Сушонг находится в своей клинике под охраной систем безопасности Райана, которые вычисляют Атласа и его людей по ДНК. Атлас отправляет Элизабет за Сушонгом, но становится свидетелем его убийства мошенником Большим Папочкой. Опасаясь, что «туз в рукаве» потерян, она находит лист бумаги с закодированным сообщением, видит ещё одно видение и понимает, что нашла нужное Атласу. Она возвращает бумагу Атласу и расшифровывает для него сообщение: «Будь любезен». Злодей понимает, что Сушонг внедрил эту триггерную фразу в незаконнорожденного сына Райана Джека, которого Атлас отправил на поверхность. Атлас приказывает своим людям организовать доставку Джека в Восторг, а затем наносит смертельный удар Элизабет, оставляя её провести свои последние минуты с Салли.

## Приём
Игроки, участвовавшие в критическом игровом тесте BioShock, негативно отреагировали на оригинальное воплощение Атласа. Ни один из игроков не указал, что они доверяют Атласу как встречному или проводнику в Восторге; один из участников назвал голос персонажа «развратным полковником Сандерсом». Команда разработчиков приняла во внимание отзывы, что привело к преобразованию Атласа в ирландца. Восприятие персонажа улучшилось после выхода BioShock в 2007 году. Кристофер М. Бингхэм назвал Атласа одним из самых важных персонажей в истории видеоигр из-за характера его роли как антропоморфной метафоры того, о чём говорят видеоигры с игроками. Бингхэм пояснил, что важность Атласа для среды видеоигр выходит за рамки повествования повествования игры из-за того, как он используется, чтобы привлечь внимание к деятельности игрока, что, в свою очередь, используется для высмеивания усилий игрока. IGN поставил Атласа/Фонтейна на 58-е место в своем списке «100 лучших злодеев видеоигр»; они утверждали, что персонаж сохраняет «скрытое сочувствие», несмотря на свои отвратительные действия, «отчаянный человек в суровых условиях, пытающийся справиться с удушающим эго Райана». Кэти Севиль из Game Informer назвала озвучку Атласа/Фонтейна одним из самых запоминающихся голосов персонажей в видеоиграх, подчеркнув, в частности, трансформацию и переход от милого человека, которому когда-то доверяли, в голос зловещего криминального авторитета.
Ключевая кат-сцена, которая раскрывает двуличие персонажа и истинную природу его крылатой фразы «Будь так любезен» стала широко обсуждаемым аспектом BioShock после его критического и коммерческого успеха. омментируя последовательность событий, которая заканчивается смертью Райана и раскрытием личности Атласа как Фонтейна, Уэс Фенлон из PC Gamer подумал, что в то время это было редкостью для видеоигр, не говоря уже о шутерах, которые ставили бы под сомнение или комментировали его отношения с игроком как часть исследования объективизма и свободы воли. Майк Дайвер из Vice счел эту сцену «величайшим поворотом сюжета в играх» из-за того, как она ниспровергла ожидания от действий игрока, и заметил, что фраза «Будь так любезен» вдохновила на создание мемов и пасхальных яиц в других видеоиграх. Дэвид Симс из The Atlantic согласился, назвав раскрытие Атласа истинным злодеем игры «блестящим», «способом игры в конечном итоге высмеять иллюзию выбора, которую она якобы предлагала». Он интерпретировал поворот сюжета как передачу сути философии целеустремленного дизайна игры, и что, как и во многих других видеоиграх, цель её игрового мира состоит в том, чтобы игроки могли вести очень конкретную историю к заранее написанным концовкам.
Битва с финальным боссом в BioShock считается одной из самых слабых сторон игры. PCGamesN назвал её одной из худших сражений с боссами в видеоиграх, назвав его «ужасно слабым способом закончить игру, которая действительно пытается быть чем-то большим, чем железный прицел, указывающий на неуместное пушечное мясо», и что столкновение сняло большую часть бывших раньше нарастающего напряжения и атмосферы. Edwin Evans-Thirlwell from Eurogamer назвал битву с боссом «абсурдной», но также утверждал, что решение разработчиков обязать игроков участвовать в климатическом устройстве видеоигры, которое часто избито и злоупотребляют, предполагает, что они «настолько же рабы BioShock». : это самоотрицающая басня", заставляющая игроков выполнять движения, когда они полностью осознают свою природу как простых жестов. В сентябре 2018 г. в своём Твиттер-аккаунте Кен Левин признал в целом негативную реакцию на битву с боссом.

### Анализ
Райан Лизарди обнаружил, что BioShock представляет собой усложнение традиционно принятого взгляда на 1950-е и 60-е годы в Соединённых Штатах. Подчеркивая тот факт, что теоретики, которые оценивали репрезентации средств массовой информации той эпохи как чрезмерно оптимистичные и идеалистичные в отношении собственной воспринимаемой целостности, Лизарди отмечает, что игрокам Bioshock представлена подводная антиутопия, в которой идеологии объективиста Эндрю Райана и нигилиста Фрэнка Фонтейна противопоставляются как подрывное исследование общепринятых идеологий той эпохи.